# گلن الدر (کانزاس)
گلن الدر (به انگلیسی: Glen Elder) شهری در ایالت کانزاس کشور ایالات متحده آمریکا است که جمعیت آن در سرشماری سال ۲۰۱۰ میلادی، ۴۴۵ نفر بوده‌است.